# 森保祐昌

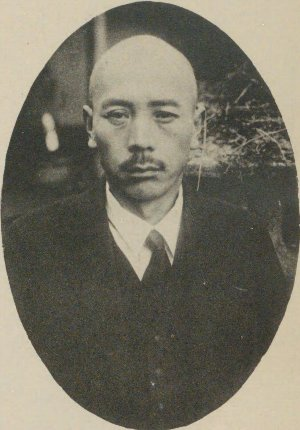
森保祐昌

森保 祐昌（もりやす すけまさ、1880年（明治13年）11月5日 - 1945年（昭和20年）8月12日）は、日本の弁護士、政治家。衆議院議員（広島県第一区選出、当選1回）。

## 経歴
広島県三谿郡田幸村（現在の三次市）出身。1905年（明治38年）、早稲田大学専門部法律科を卒業。
1908年（明治41年）、弁護士試験に合格。江木衷法学博士に就き、法律を研究する。1909年（明治42年）、法律事務所を開く。弁護士の業務に従事する。
広島市会議員、同議長、広島県会議員、同市部会議長に選ばれた。1928年（昭和3年）、第16回衆議院議員総選挙に出馬し、当選を果たした。立憲民政党に所属。

## 人物
性格は、謹直で温厚、事に当たるや卓抜不羈で剛毅、深く宗教を信じる。処世の信条は、信念を以て事に当たる。趣味は、ボンヤリと黙思。住所は広島市三川町。
弟の良一は田幸尋常高等小学校長。